# Katamón

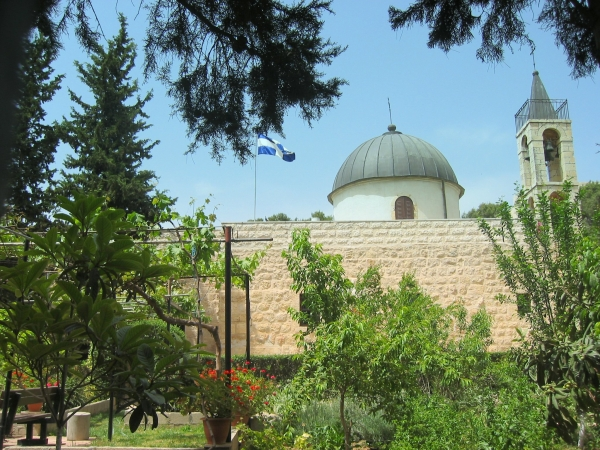
Monasterio ortodoxo griego de San Simeón en Katamon

Katamón o Qatamón, conocido oficialmente en Israel como Gonen, es un barrio en el centro-sur de Jerusalén. Está construido junto a un antiguo monasterio ortodoxo griego, que se cree que fue construido sobre la casa y la tumba de Simeón del Evangelio de Lucas. Fue un barrio predominantemente cristiano hasta la expulsión forzada por fuerzas israelíes durante la Nakba. 
El barrio fue fundado a principios del siglo XX, poco antes de la Primera Guerra Mundial, como un barrio cristiano rico y predominantemente palestino. Durante la guerra civil de 1947-48 en el Mandato Británico de Palestina, la población local huyó de la zona y el nuevo Estado israelí no le permitió regresar. En cambio, Katamón pronto fue repoblado por refugiados judíos.

## Geografía

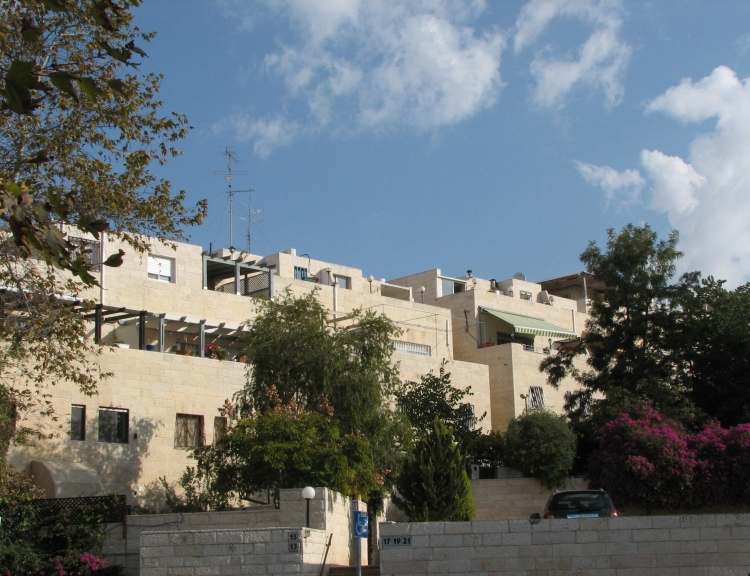
Givat Oranim, Katamón

Katamón limita con los barrios de Talbiya al noreste y la colonia alemana y la colonia griega al sureste. El barrio está delimitado en su lado sur por la calle Rachel Imenu y la calle Hizkiyahu Ha'Melech (que lo separa de la colonia griega), y en su lado este por la calle Kovshey Katamon (que lo separa de Talbiya). Estas calles se conectan con la calle Emek Refaim y la calle HaPalmach, respectivamente. Durante la era del Mandato Británico, el barrio se dividió en Alto Katamón y Bajo Katamón. 

### Nombres de calles
Durante el Mandato Británico, las calles de Katamón no tenían nombre, con la excepción de dos: la calle Katamón (hoy conocida como Rachel Imenu y Hizkiyahu HaMelech) y la calle Jorden (hoy conocida como calle Tel Hai), que tenía el apodo de calle Michael Sansour, en honor a un rico contratista cuya casa estaba en la calle. Los edificios no estaban numerados y llevaban el nombre de las familias que los construyeron. Después de la creación del Estado de Israel, las calles recibieron nombres basados en temas como la guerra de 1948, personajes bíblicos, rabínicos y figuras sionistas.

## Historia

### Antigüedad
Desde finales del siglo XIV, la ubicación de Katamón ha sido identificada con la casa de Simeón del Evangelio de Lucas, el jerosolimitano que reconoció por primera vez al niño Jesús como "el Cristo del Señor", es decir, el Mesías prometido (Lucas 2:25-32).

### Era otomana

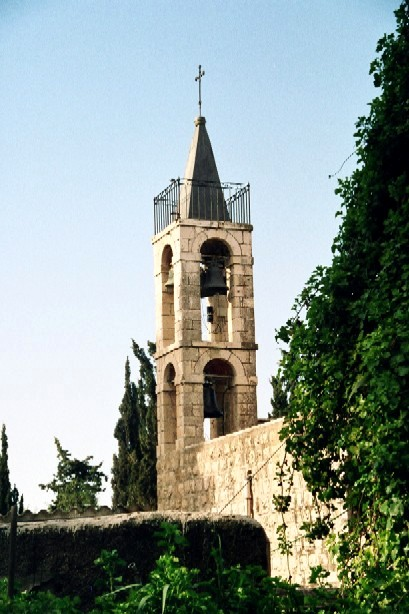
Campanario de San Simeón

En 1524, después de que los turcos otomanos conquistaran la región a los mamelucos, se informó que una iglesia de San Simeón, anteriormente en manos de los georgianos, estaba vacía a raíz de los ataques musulmanes.  En 1681, Cornelis de Bruijn realizó un grabado de Jerusalén que sugería la existencia de una torre en forma de L y de cuatro pisos en Katamon, lo que confirma una fuente de principios del siglo XVII que mencionaba una casa y torre de Simeón el profeta. Los ortodoxos griegos adquirieron el sitio en 1859 y en 1881 construyeron allí una nueva iglesia y residencia para su Patriarca, incorporando las ruinas más antiguas. Los ortodoxos griegos lo llaman "San Simeón de Katámonas" y creen que está construido sobre la tumba de Simeón, con una inscripción en una cueva en el terreno que se interpreta para indicar que era la tumba de los antepasados sacerdotales de Simeón. En 1890, el patriarca greco-ortodoxo Nicodemo I de Jerusalén construyó su casa de verano cerca del monasterio (desde los años 1960 el edificio sirve como centro de atención a discapacitados). El barrio comenzó a desarrollarse a finales de la era otomana, a principios del siglo XX. Según el geógrafo israelí Gideon Biger, Katamon probablemente fue planeado antes de la Primera Guerra Mundial. Las tierras de Katamon, al igual que las cercanas Talbiya y Baka, eran propiedad de la Iglesia Ortodoxa Griega de Jerusalén. A finales del siglo XIX, la iglesia atravesó una crisis financiera que se agravó durante la Primera Guerra Mundial. Poco antes de la guerra, vendió algunas de sus propiedades fuera de la Ciudad Vieja, consideradas "menos sagradas", incluyendo Katamon, que fue dividida en parcelas para viviendas en una zona rural. 
Las fotografías aéreas alemanas tomadas durante la guerra muestran lotes de construcción delimitados por piedras en Katamon en un plano cuadriculado y un sistema de caminos de tierra. A pesar de los bajos precios, el barrio no atraía a compradores judíos porque la zona era completamente cristiana, al lado de la colonia griega, la colonia alemana y Baka. Hasta la guerra se construyeron cinco casas en Katamon.

### Mandato británico

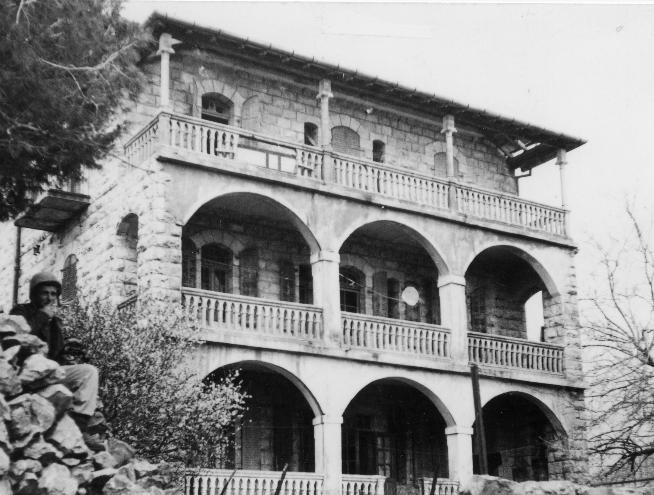
Arquitectura templaria en Katamon

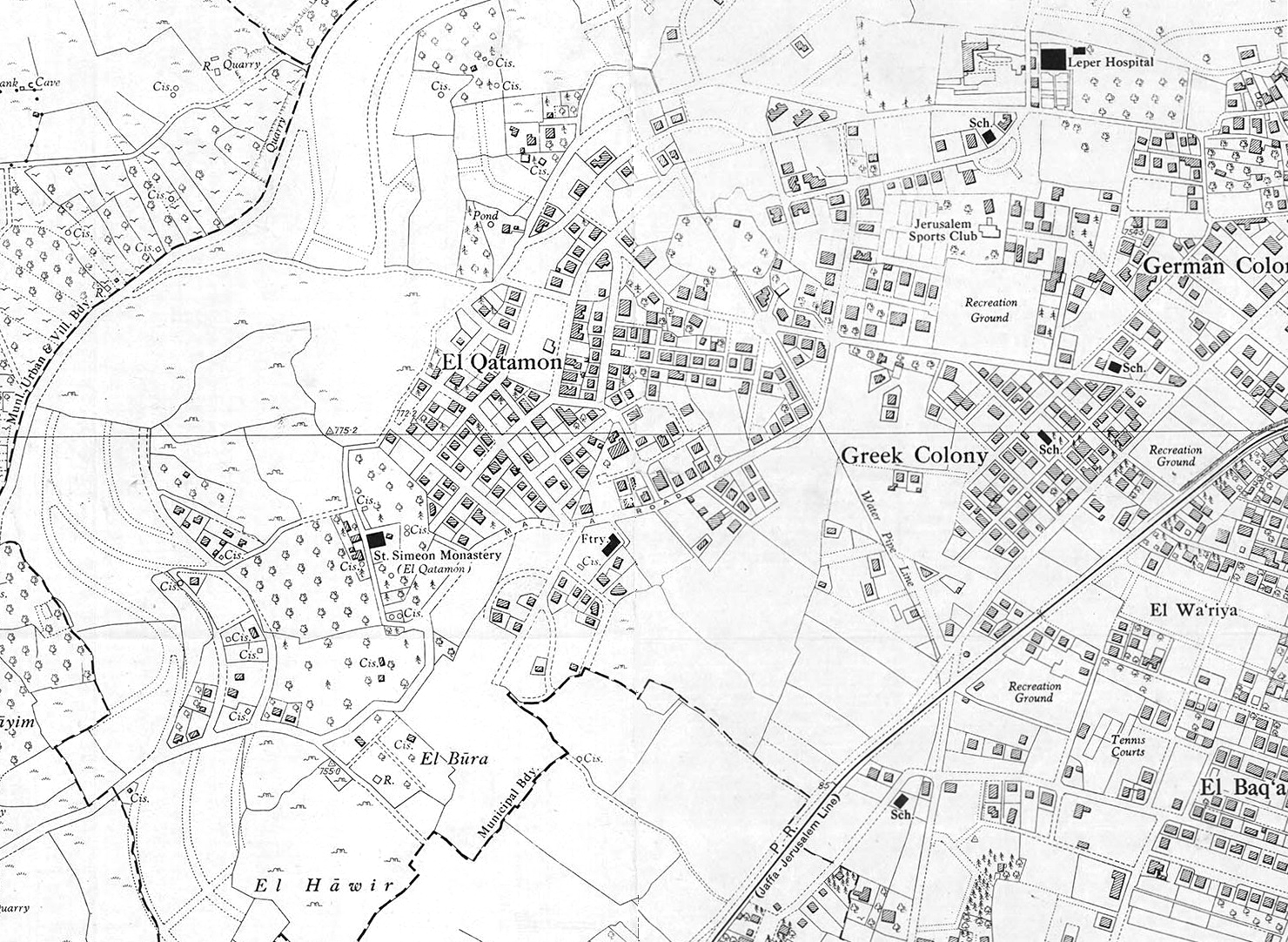
Katamon y sus alrededores, 1947

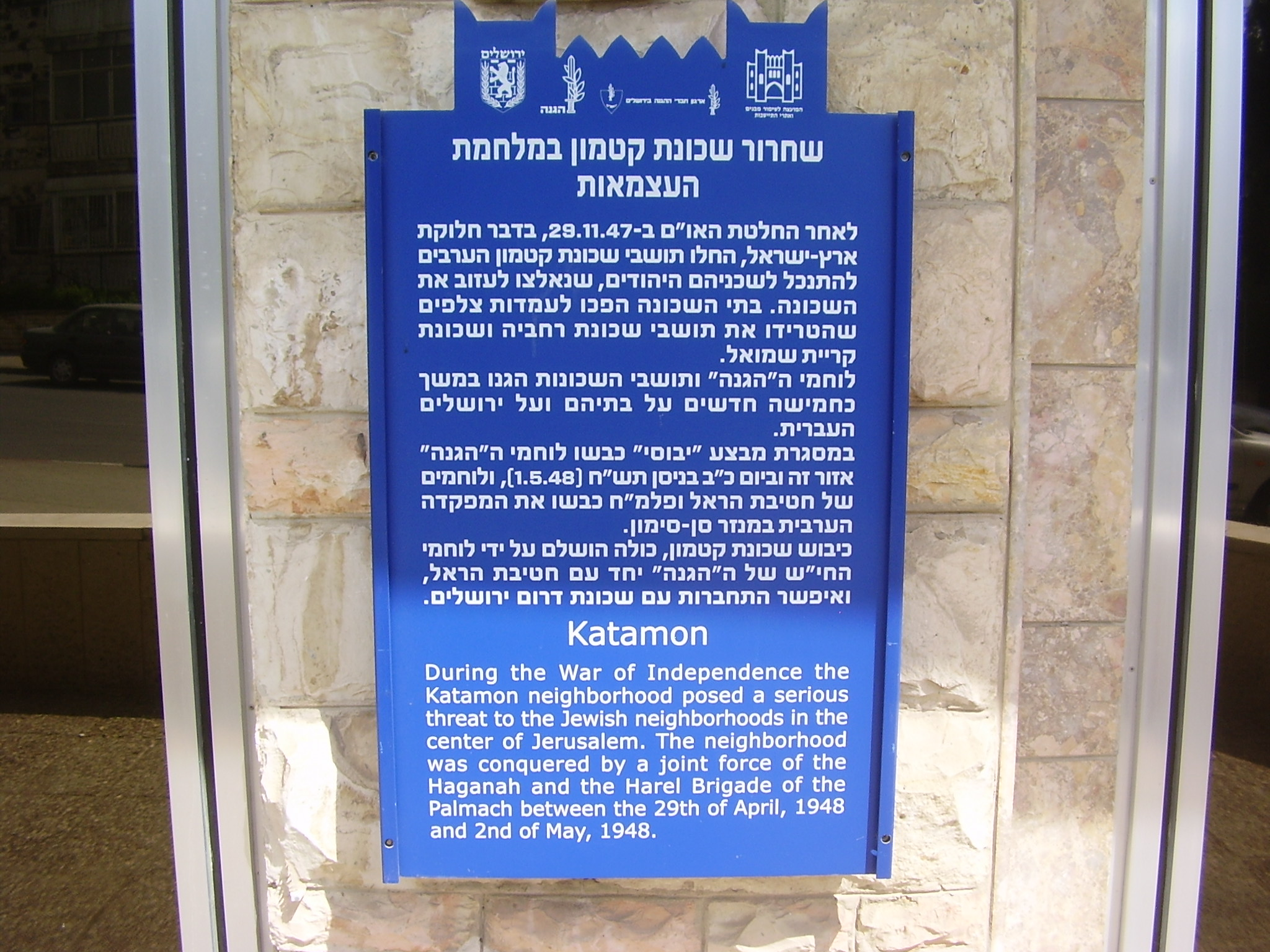
Monumento conmemorativo de guerra de Katamon en Jerusalén

Durante la década de 1920 se planificaron alrededor de 90 nuevas parcelas residenciales en Katamón y su construcción comenzó poco después de la guerra, especialmente después de 1924. En poco tiempo se construyeron en el barrio unos 40 edificios lujosos, obra de familias cristiano-árabes. Los edificios fueron construidos según plan para diferentes bloques y no para todo el barrio. Aproximadamente la mitad de los edificios de Katamon se construyeron entre 1927 y 1937, y el resto se construyeron hasta 1948. La mayoría de los residentes de Katamon eran educadores, profesores, empresarios, contratistas, comerciantes y otros profesionales de la clase alta y media.  
Junto con las casas particulares, se construyeron edificios de apartamentos con fines de alquiler. El barrio se convirtió en un barrio próspero y burgués con un carácter europeo-cosmopolita, aunque conservaba la cultura oriental local.   La mayoría de los constructores eran árabes-cristianos de la comunidad ortodoxa griega, encabezada por Issa Michael al-Toubbeh, pero entre ellos había algunos católicos de rito latino (algunos de origen italiano)   y protestantes armenios. Un fenómeno que contribuyó al carácter cosmopolita del barrio fue el matrimonio entre diferentes comunidades cristianas.  Los apartamentos fueron alquilados a árabes y a funcionarios británicos, oficiales del ejército y sus familias, que preferían vivir en un barrio cristiano. La mayoría de los niños fueron enviados a escuelas de alta calidad y caras, generalmente privadas. Las escuelas que enseñaban idiomas generalmente eran inglés, italiano, alemán o francés. 
Los miembros de la comunidad greco-ortodoxa vivían un estilo de vida secular, visitando iglesias sólo en días festivos y eventos familiares. Solían rezar en la iglesia del Monasterio de San Simón, en la iglesia del Monasterio de la Cruz o en iglesias del Barrio Cristiano de la Ciudad Vieja. La comunidad católica de rito latino hacía su oración en la Capilla de Santa Teresa en Katamon o en iglesias ubicadas en la Ciudad Vieja. Las familias protestantes celebraban sus oraciones en la Catedral de San Jorge o en la Ciudad Vieja. Muchos de los residentes trabajaban en servicios públicos británicos y muchos eran miembros de la YMCA. Se establecieron muchos consulados en el vecindario, incluidos los de Líbano, Egipto, Siria, Irak, Italia (que hoy siguen siendo los consulados de Italia en Israel), Bélgica, Polonia y Checoslovaquia. Antes de 1948 existían en el barrio tres pequeños hoteles y una pensión y había un club deportivo británico en el barrio,  que más tarde fue utilizado por el club de fútbol Hapoel Jerusalén durante algunos años.

### Guerra de 1948
El barrio era un barrio árabe entre dos barrios judíos y el único de una línea de barrios judíos. Durante la guerra de Palestina de 1948, Katamon fue abandonado en gran medida por sus residentes. La evacuación de los árabes fue informada ya el 10 de diciembre, y la ayuda británica a la evacuación se informó a principios de enero. El puñado de habitantes judíos del barrio se fue durante las primeras semanas de la guerra. Según el historiador israelí Benny Morris, se marcharon por miedo o por intimidación árabe. 
En la noche del 5 al 6 de enero de 1948, el hotel Semiramis fue bombardeado por la Haganah en Katamon, matando a 24-26 personas. Después del ataque, muchos residentes árabes del barrio comenzaron a huir,  la mayoría de ellos eran mujeres, niños y ancianos. La mayoría huyó a la Ciudad Vieja y algunos huyeron a la parte sur de Qatamon, que estaba alrededor del consulado iraquí defendido por la Legión Árabe Jordana. Algunos de los residentes de clase media encontraron refugio en Belén .  Las autoridades árabes intentaron frenar la huida y muchos jóvenes que habían huido a la Ciudad Vieja regresaron a Qatamon.  Hala al-Sakakini, hija del erudito y poeta palestino Khalil al-Sakakini y residente de Katamon, describió en su diario cómo los residentes asustados huyeron de sus hogares y no respondieron a las órdenes de quedarse.   En marzo sólo quedaban unas cuantas familias en el barrio, custodiadas por fuerzas irregulares con base en el Monasterio de San Simón.

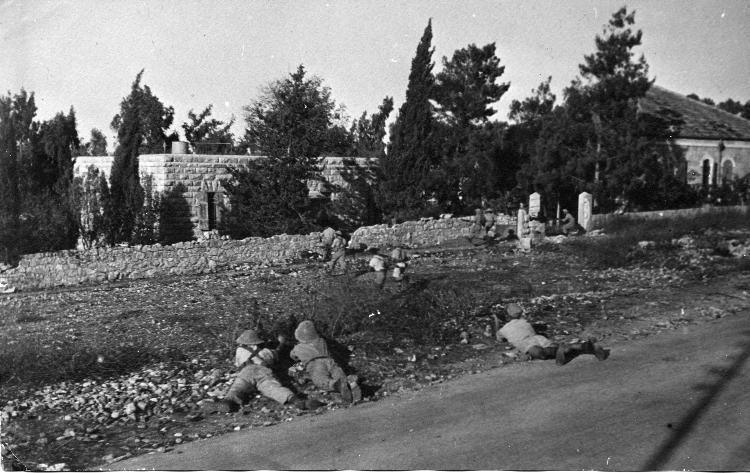
Brigada Harel durante el ataque a Katamón, 1948

Durante la guerra, los ataques del lado árabe se originaron desde el Monasterio Griego Ortodoxo de San Simeón en Katamon, que estaba ubicado en un punto estratégico con vista a los barrios judíos. A mediados de abril, los líderes judíos detuvieron la Operación Harel cerca de Jerusalén y ordenaron a la Brigada Harel desplegarse en la ciudad y llevar a cabo la Operación Yevusi. La razón detrás de la orden fueron informes falsos de una rápida evacuación británica de la ciudad y de que los árabes están desplegando grandes fuerzas en la ciudad para llenar el vacío. En la batalla de Katamon, que se centró en el monasterio de San Simeón, participaron la mayoría de los combatientes árabes de la ciudad, después de que fueran convocados por la milicia local. Los combatientes de las aldeas árabes cercanas se negaron a enviar apoyo, alegando que necesitaban defenderse. El comandante de las fuerzas árabes, Ibrahim Abu-Dayyeh (él), fue uno de los comandantes árabes más destacados y se ganó el respeto debido a su participación durante la batalla por el convoy de Nabi Daniel y la batalla por Sheikh Jarrah. Sus hombres estaban equipados con armas ligeras y vehículos blindados de fabricación casera, así como otros saqueados de la batalla de Nabi Daniel. Contra ellos estaban los combatientes judíos del cuarto batallón de la Brigada Harel, que estaban exhaustos por los constantes combates de las batallas anteriores. Durante los combates ambos bandos sufrieron un agotamiento total. Los árabes pidieron a la Legión Árabe Jordana que interviniera, pero ésta se negó. Cuando los árabes vieron que no llegaban refuerzos decidieron detener su ataque y se retiraron, dejando que los judíos tomaran el vecindario.  El historiador Saleh Abdel Jawad escribió que se produjeron "asesinatos indiscriminados" el 29 de abril después de que la Haganá tomara el barrio. 

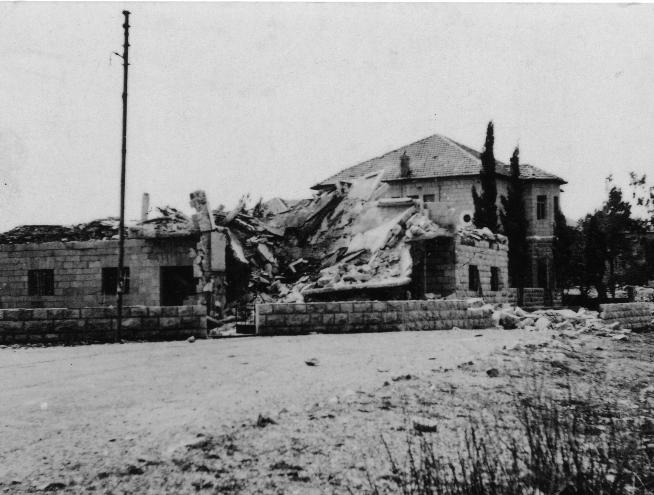
Destrucción en Katamon tras la Operación Yevusi

La pérdida del barrio fue seguida por saqueos masivos por parte de soldados y civiles judíos por igual. Hagit Shlonsky, que vivía cerca, escribió
Durante días se pudo ver gente caminando con bienes saqueados. ... No sólo soldados, también civiles. Estaban saqueando como locos. Incluso llevaban mesas de comedor.
La Biblioteca Nacional de Israel recopiló aproximadamente 30.000 libros, periódicos y manuscritos de Katamon y otros barrios árabes. Inicialmente fueron catalogados a nombre de sus propietarios, pero posteriormente fueron reclasificados como "bienes abandonados". El 17 de septiembre de 1948, el mediador de la ONU Folke Bernadotte y el observador de la ONU André Serot fueron asesinados por miembros de la organización judía Lehi mientras conducían por la calle Palmach, frente al cruce con la calle Ha'gdud Ha'ivri, en Katamon.

### Período israelí y reasentamiento

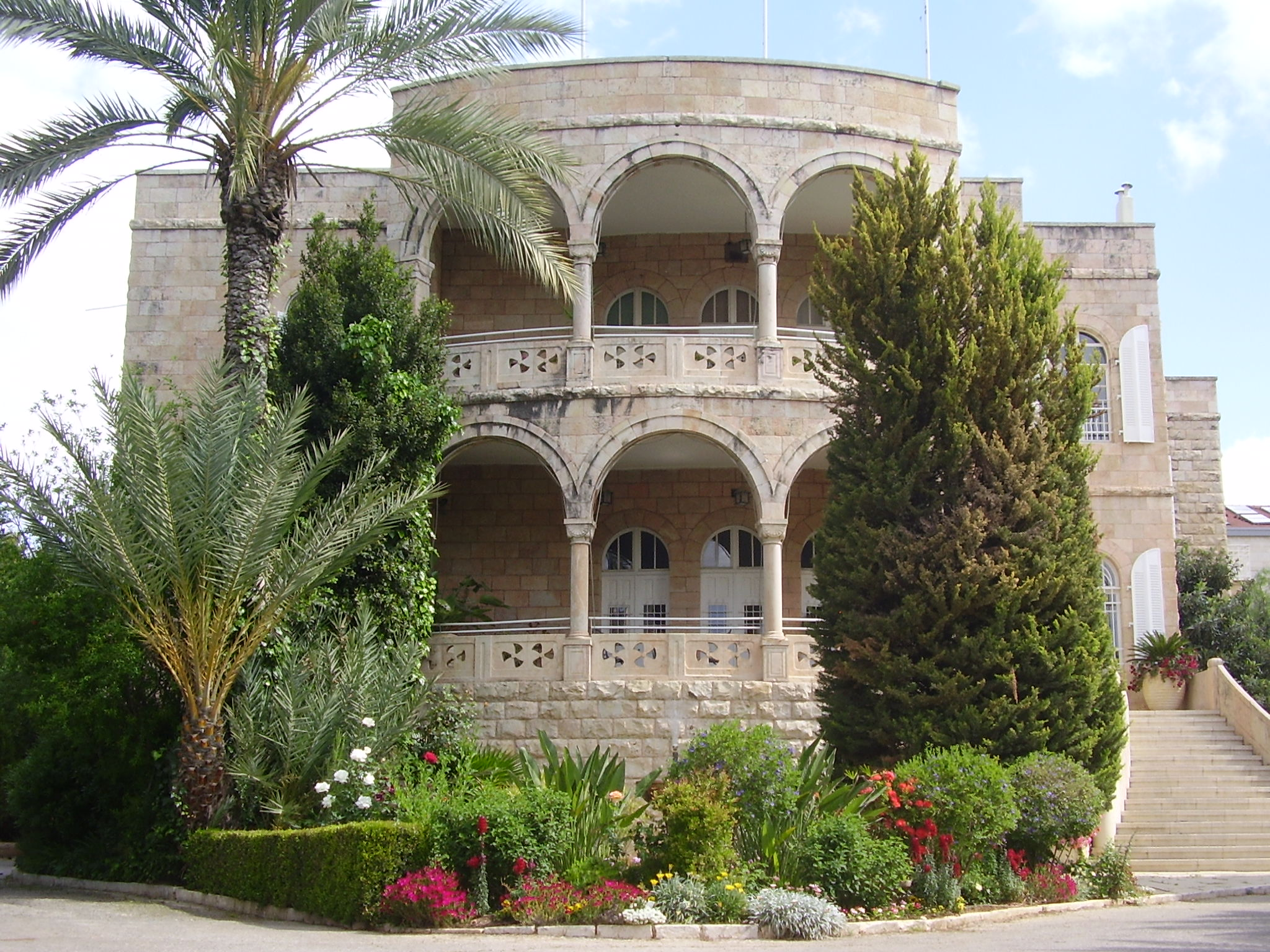
Villa Cherkessi, Katamon

Entre mayo y junio, unos 1400 judíos, entre ellos mujeres, niños, ancianos y heridos  fueron expulsados del barrio judío de la Ciudad Vieja por la Legión Árabe Jordana tras su caída el 28 de mayo. Algunos se instalaron en casas de Katamon, abandonadas por sus propietarios árabes.   El barrio también fue poblado temporalmente por mujeres y niños judíos procedentes de los kibutzim de primera línea del corredor de Jerusalén . 

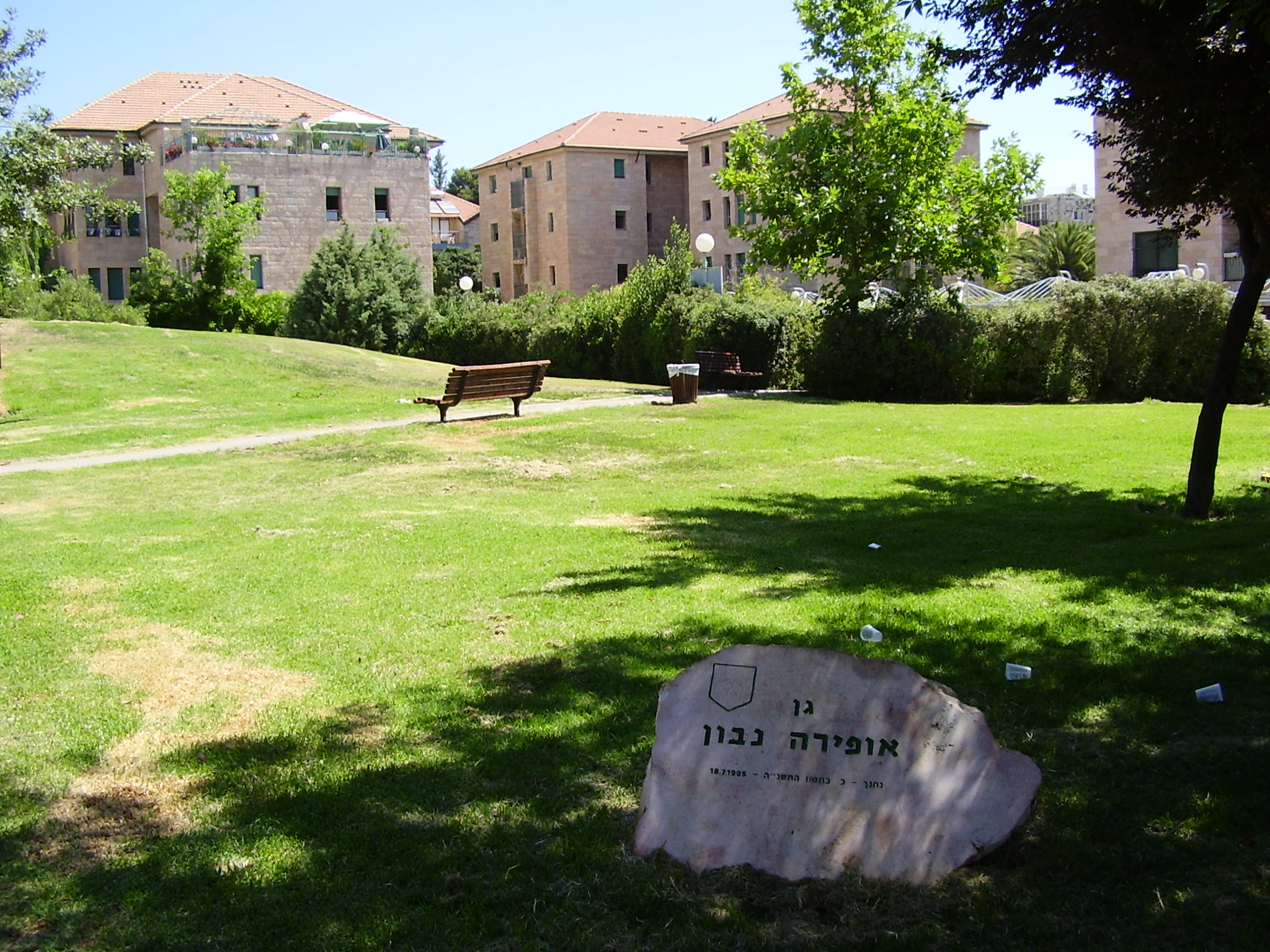
Parque Ofira Navon, construido en el sitio del estadio de fútbol Katamon

El barrio abandonado, así como otros barrios árabes evacuados, fueron saqueados por los judíos desplazados y los soldados israelíes que entraron en las casas árabes vacías, un fenómeno que las autoridades judías no lograron detener, generalmente haciendo la vista gorda.   Este fenómeno fue condenado por el político israelí Dov Yosef, por razones éticas y morales, además de razones prácticas. Los saqueadores también se llevaron marcos de puertas y ventanas y grifos, lo que dificultó la reubicación de los refugiados.
Los inmigrantes judíos y funcionarios del gobierno se unieron a los refugiados de la Ciudad Vieja y se establecieron en Katamon después de la guerra. Para que pudiera vivir la mayor cantidad de gente posible en el barrio, los apartamentos se dividieron en unidades más pequeñas. En los edificios que albergaban a una familia se asentaron tres o cuatro nuevas familias. Debido a las dificultades, reformas no autorizadas y ampliaciones improvisadas realizadas por los vecinos.  Algunos de los edificios de Katamon fueron destinados a necesidades públicas, como sinagogas, escuelas, jardines de infancia y lugares para ancianos. Uno de los edificios de apartamentos se utilizó como nueva ubicación para el hospital Misgav Ladach, originalmente del casco antiguo.

## Gentrificación

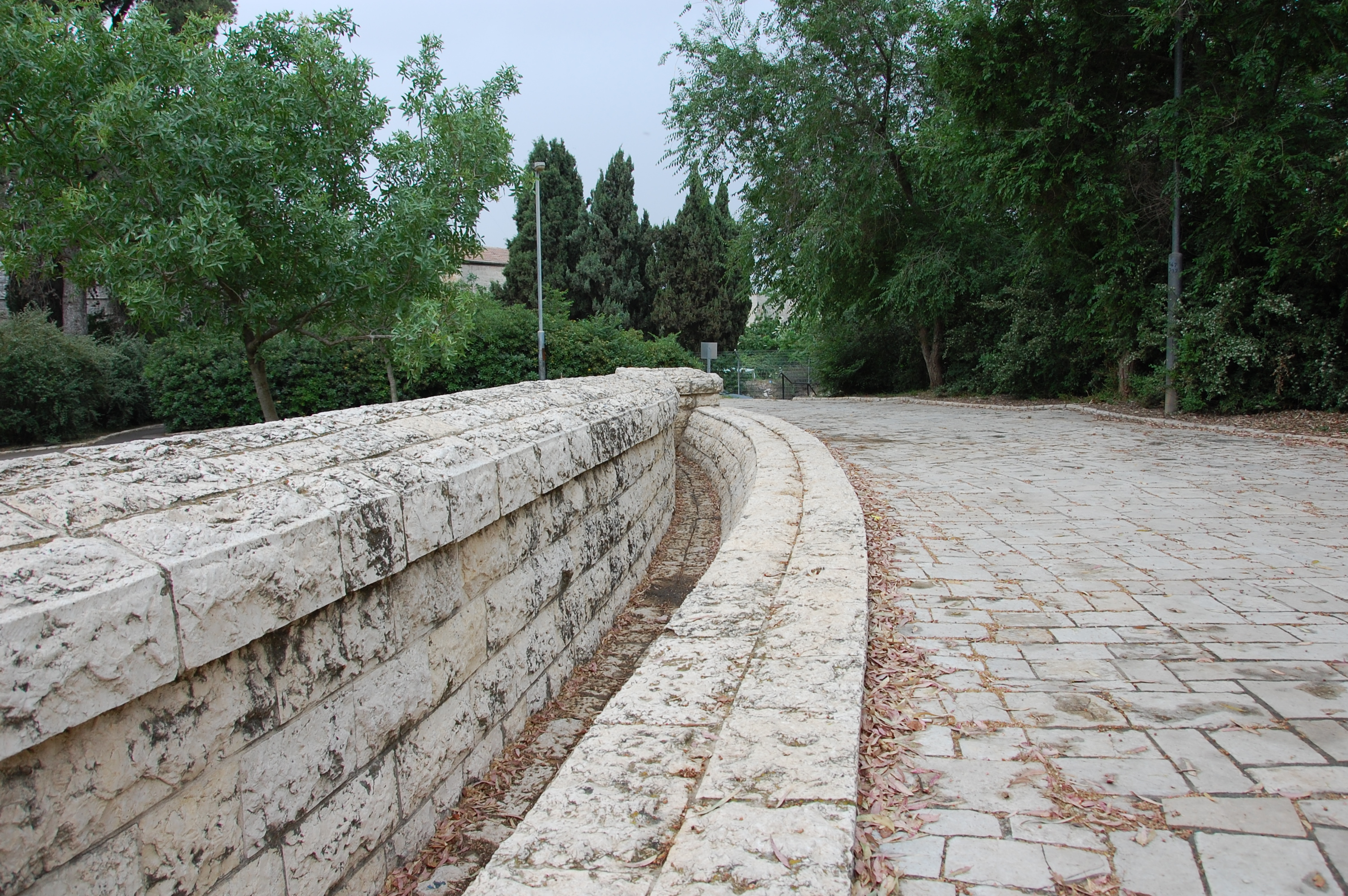
Parque San Simón

A principios de la década de 1950, se construyeron muchos proyectos de vivienda pública en Katamón, a menudo utilizando el estilo de revestimiento Wild Bau (un patrón aleatorio de mampostería de escombros) que fue adoptado por los arquitectos modernistas de Jerusalén.
A principios de la década de 1970, comenzó un proceso de gentrificación en Katamon cuando la gente de clase media compró los apartamentos donde vivían los residentes de clase baja y comenzó a renovarlos, reuniendo los apartamentos que se dividieron después de 1948 y, en general, elevando los estándares de las casas. Katamon atrajo a mucha gente por el carácter de sus pequeñas casas de "estilo árabe", con patios, muros y puertas de piedra, porches, techos de tejas y pisos estilizados, ubicadas cerca del centro de la ciudad. El barrio tuvo un lento proceso de cambio poblacional y de renovación social y física. El carácter conservador y semirural atrajo, sobre todo después de los años 1980, a familias de inmigrantes judíos, en su mayoría religiosos adinerados procedentes de países occidentales, que pudieron comprar y renovar las casas.  Desde la década de 1970, el barrio, que estaba poblado mayoritariamente por judíos seculares y masortíes, también ha experimentado un proceso de haredización, incluida la construcción de bloques de apartamentos para judíos haredíes . 

## Lugares de interés

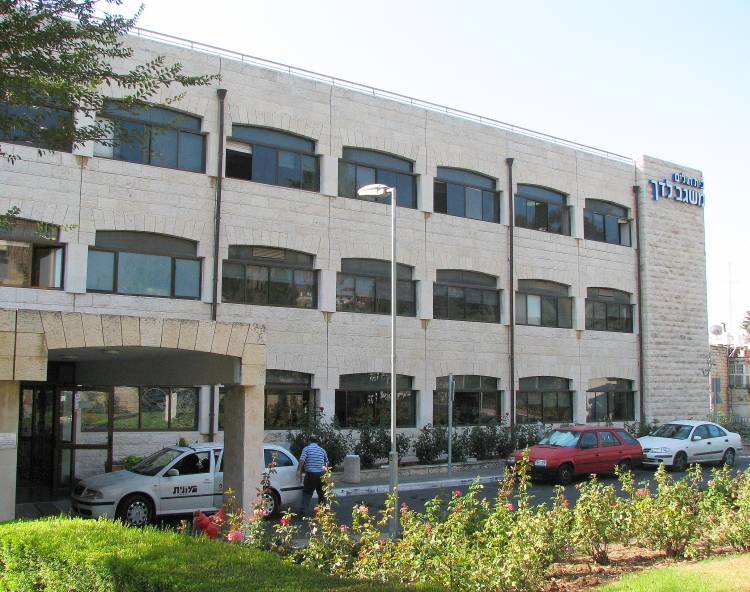
Hospital Misgav Ladach

Un hito importante en Katamon es el monasterio de San Simeón, conocido por los habitantes de Jerusalén como San Simón ( él ), en la cima de una colina al norte. El monasterio ahora está rodeado por un gran parque conocido como San Simón en el barrio Givat Oranim. En el centro del barrio se encuentra la plaza Recha Freier. Alrededor de la plaza hay cinco edificios históricos que se utilizaron para las embajadas y consulados extranjeros de Líbano (sólo durante la era británica), Polonia, Venezuela, El Salvador, Bélgica y Grecia. El consulado griego permanece allí desde la década de 1950 como el consulado griego en Jerusalén. 
En Katamon se encuentra también la Aldea Juvenil Israel Goldstein ( he ), que ofrece numerosos programas escolares (internados y escuelas diurnas), especialmente para olim rusos y franceses. También en la Villa Juvenil se encuentra Ramah Israel, que alberga a adolescentes de América del Norte a través del programa Seminario Ramah durante 6 semanas en el verano y Tichon Ramah Yerushalayim (Escuela Secundaria Ramah Jerusalén) durante 4,5 meses en la primavera. Katamon fue la sede de varios consulados extranjeros, entre ellos el consulado griego, el consulado italiano y el consulado de Costa Rica. El antiguo estadio del Hapoel fue adquirido por promotores inmobiliarios y ahora es el emplazamiento del exclusivo barrio de Ganei Katamon, que rodea el parque Ofira Navon. El hospital Misgav Ladach, en el extremo sur del barrio, se especializaba en atención de maternidad, pero ahora es un centro médico para Kupat Holim Meuhedet. El Museo de Arte Islámico está situado en la calle Palmach en Katamon. Katamon también alberga la comunidad central del jasidismo Erlau, así como su yeshivá, Ohel Shimon. La Embajada Cristiana Internacional en Jerusalén tiene su sede en Katamon desde 1997.

## Katamonim

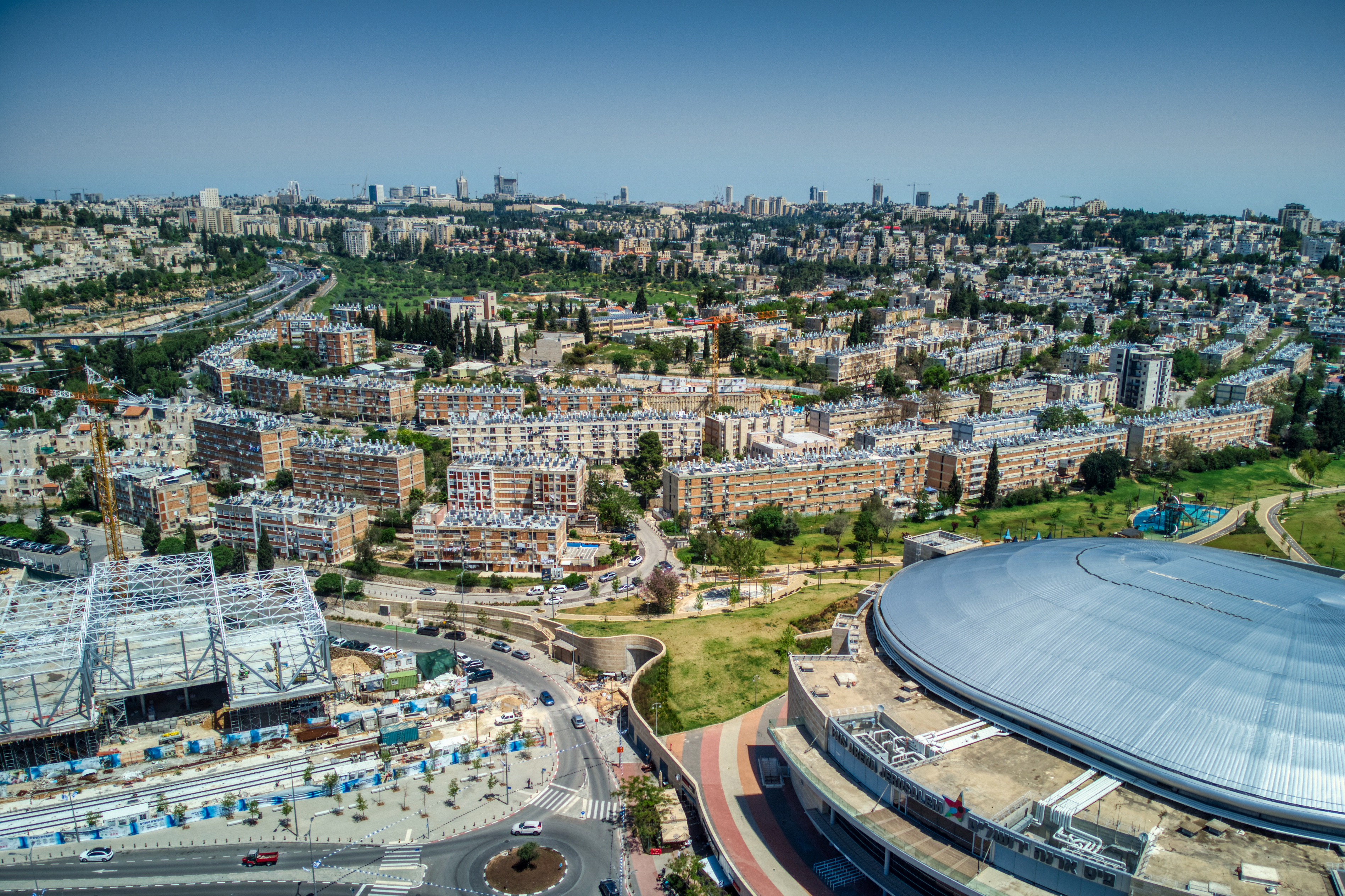
Proyecto de viviendas, Katamon Tet

Katamon Khet se construyó a finales de la década de 1950 y Katamon Tet a mediados de la década de 1960. Los Katamonim se caracterizan por largos bloques de apartamentos sobre pilares, que ofrecen viviendas de bajo coste. Algunos de los edificios siguen siendo propiedad del gobierno, aunque la empresa de viviendas Amidar vendió muchos de los apartamentos a los residentes en la década de 1970. El vecindario alberga un conocido centro comunitario WIZO que lleva el nombre de Helena Kagan. Antes de la Guerra de los Seis Días en junio de 1967, los Katamonim estaban en la línea de armisticio entre Jordania e Israel. La mejora masiva de la infraestructura se financió mediante un proyecto de renovación urbana conocido como “Proyecto Renovación” durante un período de dos décadas. Muchos apartamentos pequeños se fusionaron para formar otros más grandes y se mejoró el aspecto exterior de los bloques de apartamentos. Desde la década de 1990, muchos inmigrantes rusos y etíopes han conseguido alojamiento allí.

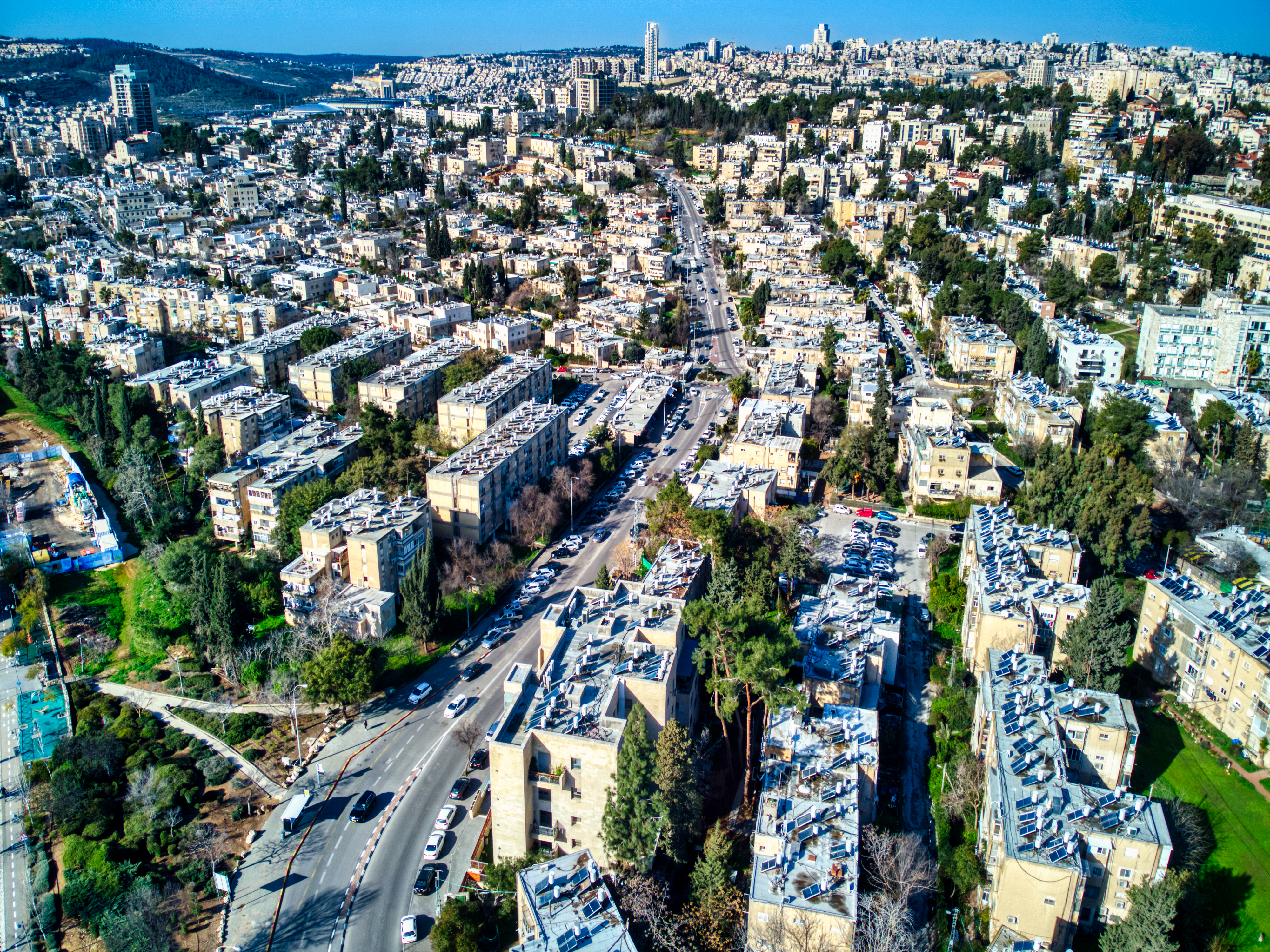
Katamonim

## Residentes notables
- Levi Eshkol, ex primer ministro de Israel
- Benjamin Netanyahu, Primer Ministro de Israel
- Benzion Netanyahu, historiador [26]
- Aliza Olmert, artista
- Ehud Olmert, ex primer ministro de Israel
- Julia Glushko, tenista
- Eden Alene, cantante
- Sami Hadawi
- Ghada Karmi
- Hasan Karmi
- Khalil al-Sakakini
- David Rubinger, fotógrafo y fotoperiodista
- Meir Shalev, escritor y columnista de periódico
- Amichai Chasson, poeta y cineasta
- Trude Dothan, arqueóloga
- Shaul Tchernichovsky, poeta
- Shulamith Hareven, autora y ensayista
- Gail Hareven, autora
- Yehuda Bacon, artista